# Řád posvátného pokladu
Řád posvátného pokladu (japonsky 瑞宝章 zuihó-šó) je japonský řád založený roku 1888 císařem Meidžim. V hierarchii japonských řádů je na čtvrtém místě. Je udílen japonským císařem za vynikající úspěchy ve výzkumu, v průmyslu, zdravotnictví, sociální práci, státní či lokální politice nebo za zlepšování života hendikepovaných a znevýhodněných lidí. Je nejčastěji udíleným japonským řádem.

## Historie
Řád byl založen císařem Meidžim dne 4. ledna 1888 pod názvem Řád Meidžiho. Původně byl udílen v osmi třídách výhradně mužům. Na základě císařského dekretu č. 232 ze dne 22. května 1919 jím mohou být vyznamenávány i ženy. V roce 2003 byl řád reformován. Byly zrušeny dvě nejnižší třídy, změněn vzhled stuhy a mírně upraven vzhled odznaku.

## Pravidla udílení
Řád je udílen občanům Japonska i cizím státním příslušníkům za vojenské i civilní zásluhy, za vynikající úspěchy ve výzkumu, v průmyslu, zdravotnictví, sociální práci, státní či lokální politice nebo za zlepšování života hendikepovaných a znevýhodněných lidí. Může být udělen i posmrtně.
K udílení obvykle dochází dvakrát ročně, a to 29. dubna a 3. listopadu. Mimořádně může být udělen například cizincům během státních návštěv. Počet žijících osob vyznamenaných tímto řádem není omezen.

## Insignie
Řádový odznak obsahuje symboly Tří posvátných pokladů – zrcadla Jata no kagami, které je natolik posvátné, že do něho nesmí nahlédnout ani samotný císař, klenotu Jasakani no magatama, který je vyroben z nejlepšího jadeitu a císařova osobního meče  Kusanagi.
Řádový odznak má tvar bíle smaltovaného maltézského kříže, který je ve čtyřech nejvyšších třídách pozlacený, v páté třídě je zlacení kombinováno se stříbrem a v šesté třídě je stříbrný. Ramena kříže jsou tvořeny pěti paprsky různé délky ve tvaru mečů (reprezentujícími osobní meč císaře) s nejkratším paprskem uprostřed. Ve středu kříže je tmavě modře smaltovaný zlatě olemovaný kulatý medailon s osmicípou stříbrnou hvězdou, která reprezentuje zrcadlo. Kolem medailonu je věnec z červeně smaltovaných kuliček, které reprezentují klenot Jasakani. Zadní strana je plochá, ve spodní části je někdy značka mincovny. Ke stuze je odznak připojen pomocí přívěsku v podobě bíle smaltovaného květu pavlovnie.
Medaile VII. a VIII. třídy udílené do roku 2003 měly tvar stříbrné osmicípé hvězdy, která byla v případě VII. třídy částečně pozlacená. Medaile měly pouze motivy reprezentující zrcadlo a drahokam, nikoliv meč.
Řádová hvězda má tvar shodný s řádovým odznakem, s výjimkou kříže, který je zdvojený a hvězda je tak osmicípá.

Do roku 2003 byla stuha světle modrá s dvěma zlatými pruhy nedaleko okrajů. Po roce 2003 je stuha indigové barvy s dvěma zlatými pruhy jako u původní verze. Pokud je nošena samostatně je pro nejvyšší čtyři třídy doplněna rozetou stejné barvy. Navíc je doplněna zlatou sponou v případě velkostuhy, zlato-stříbrnou sponou v případě II. třídy a stříbrnou sponou v případě III. třídy. Samostatně nošená stuha řádu V. až VIII. třídy je doplněna o kotouč se zlatými paprsky. U V. třídy je paprsků osm, u VI. třídy šest, u VII. třídy čtyři a u VIII. třídy tři paprsky.

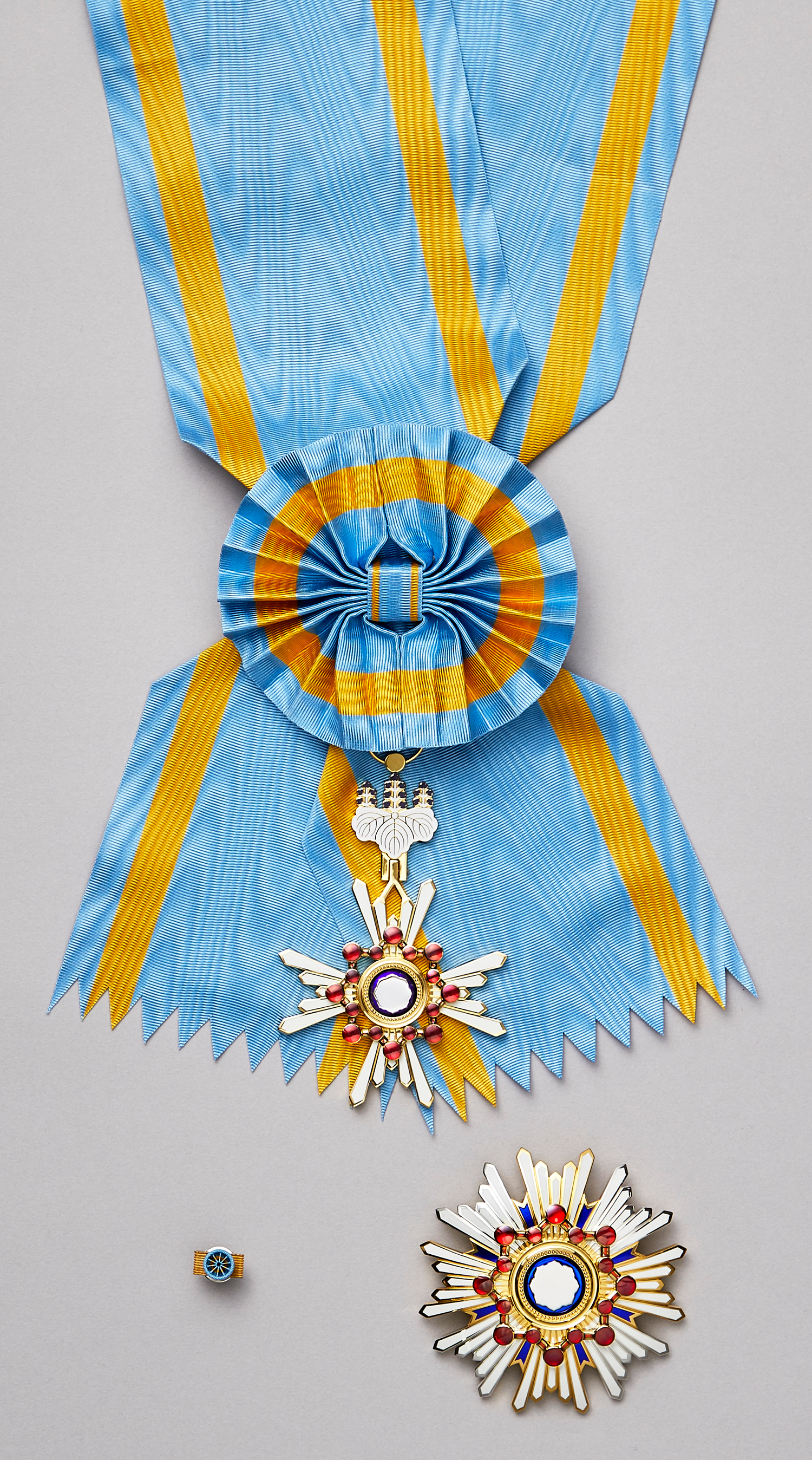
Velkostuha, vzor po roce 2003
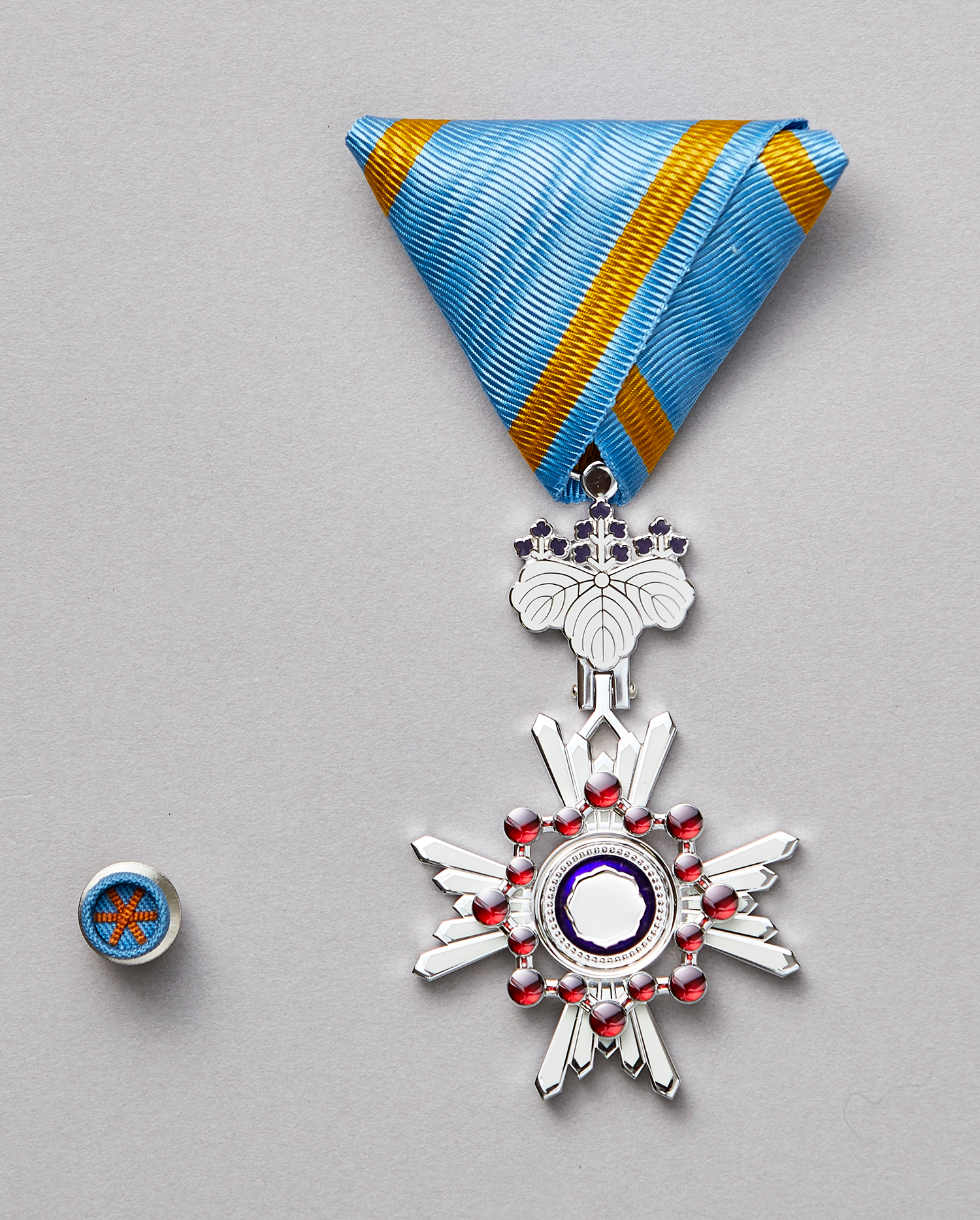
Řád se stříbrnými paprsky, vzor po roce 2003
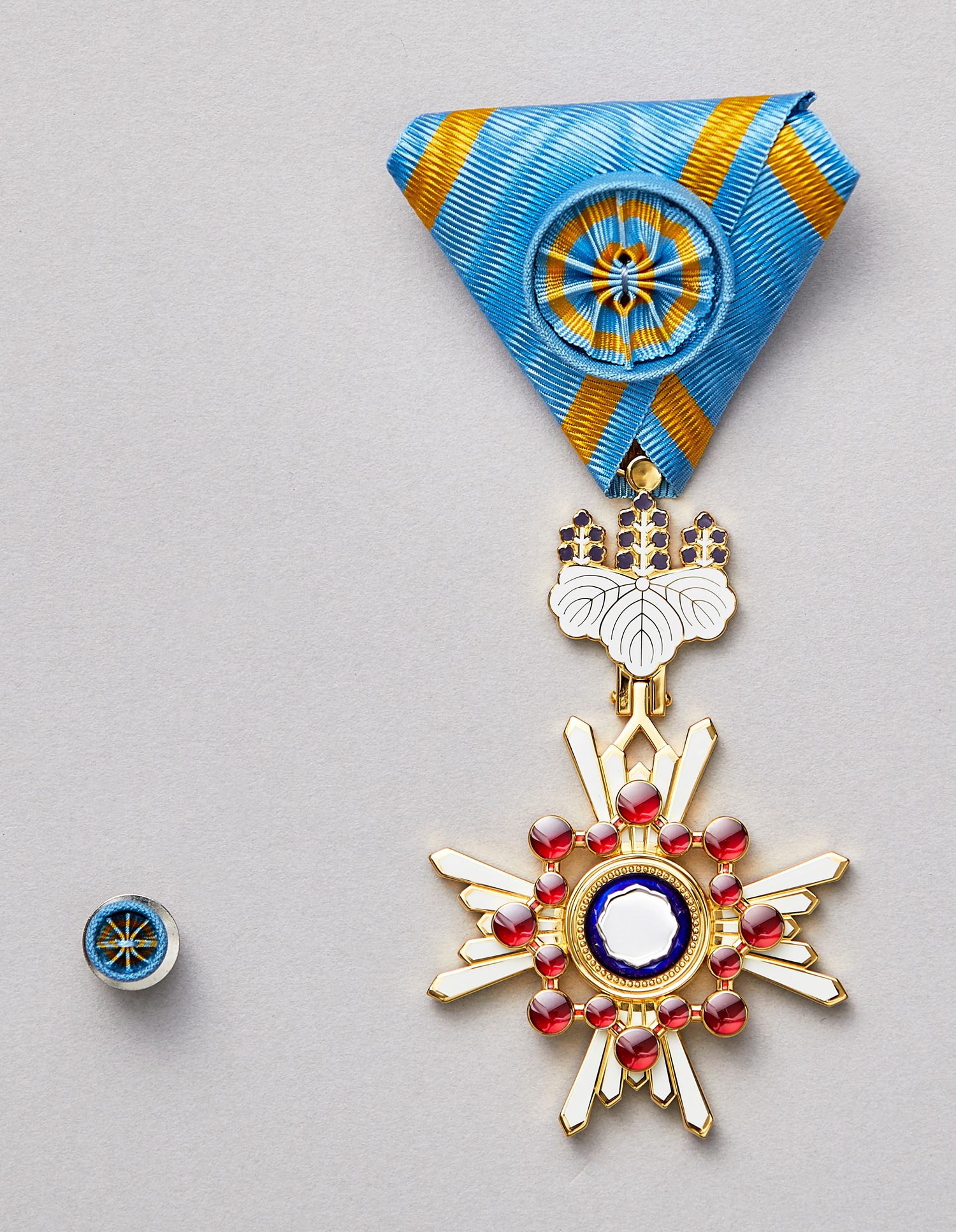
Řád se zlatými paprsky s rozetou, vzor po roce 2003
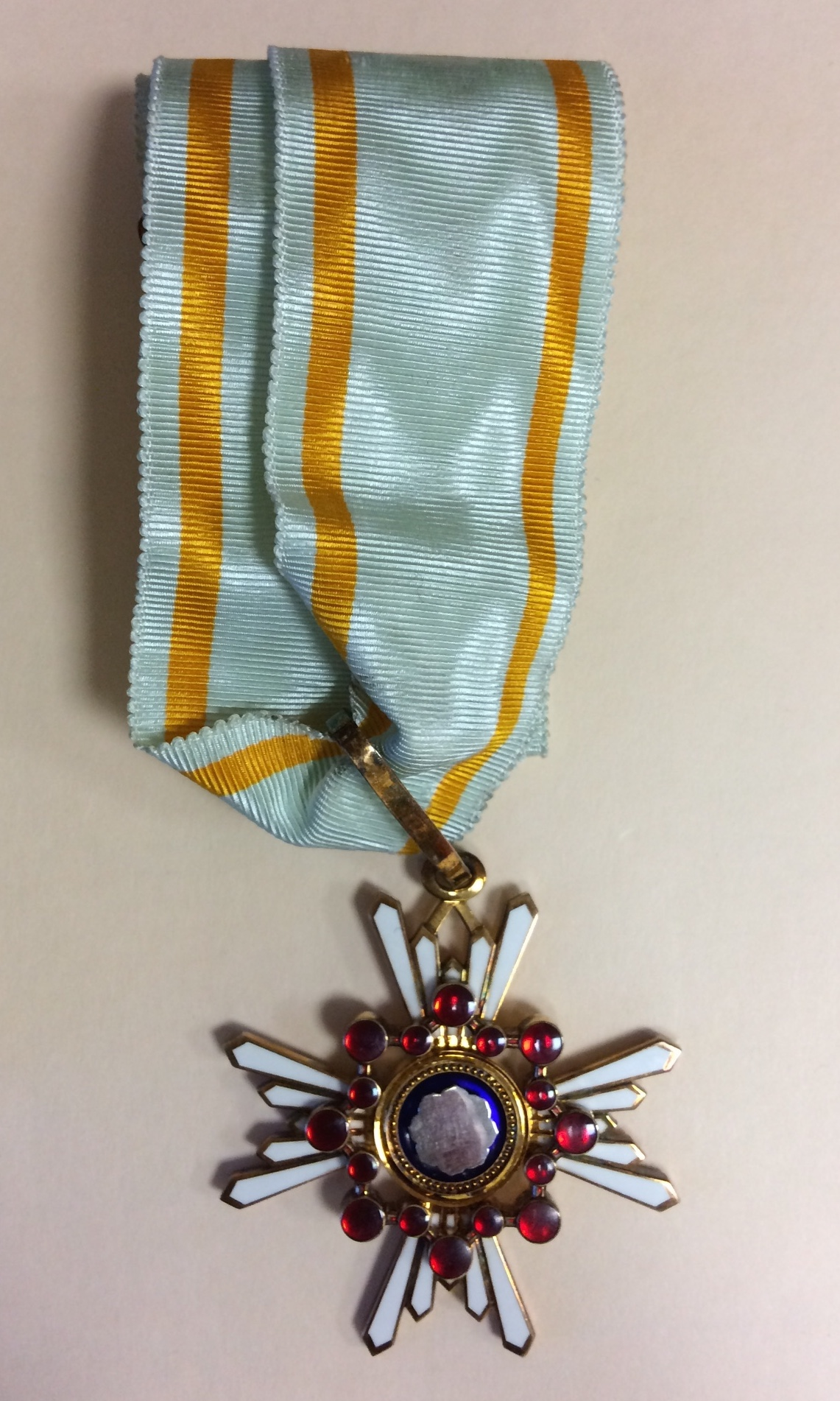
Řád III. třídy, vzor před rokem 2003
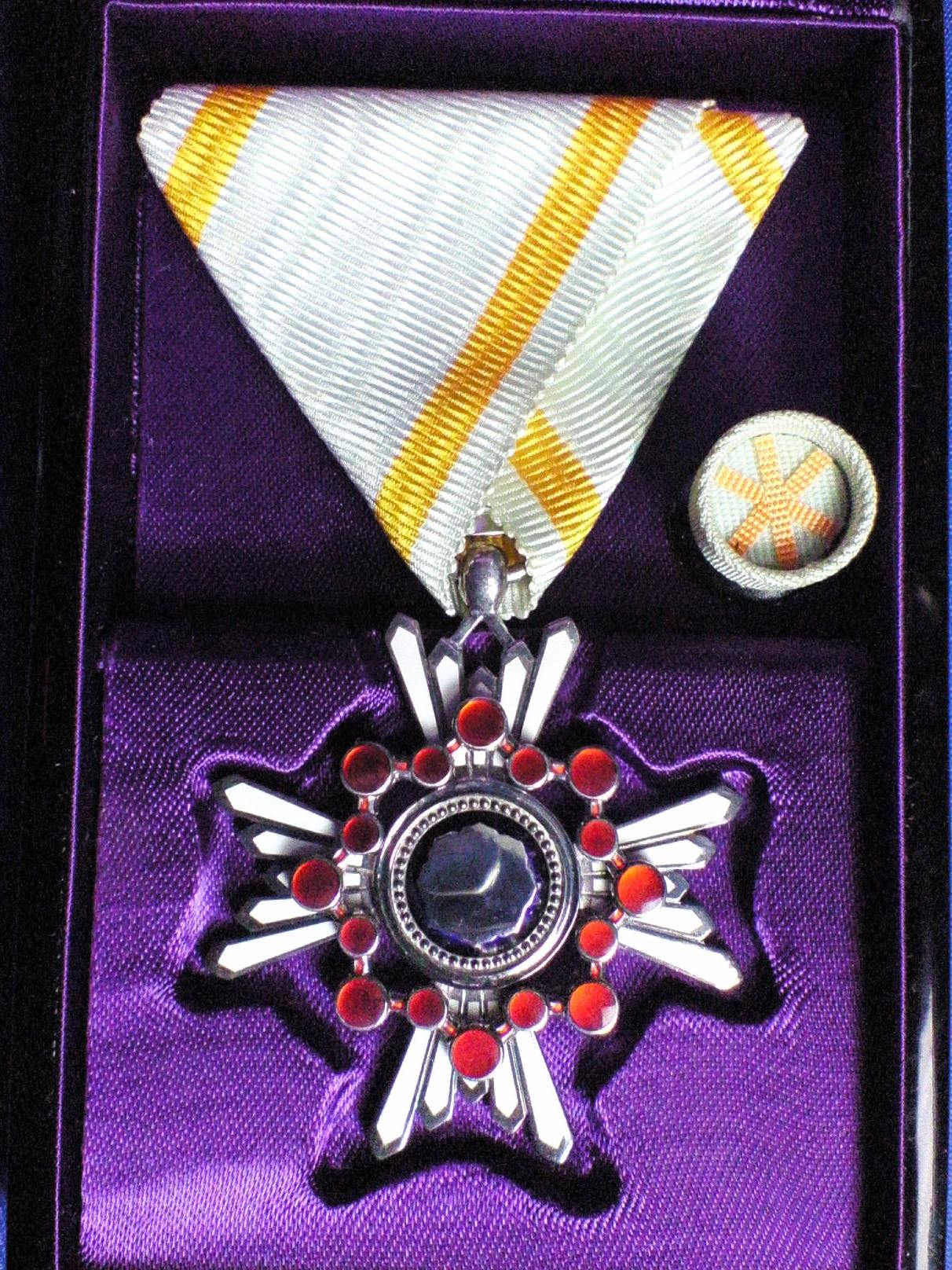
Řád VI. třídy, vzor před rokem 2003
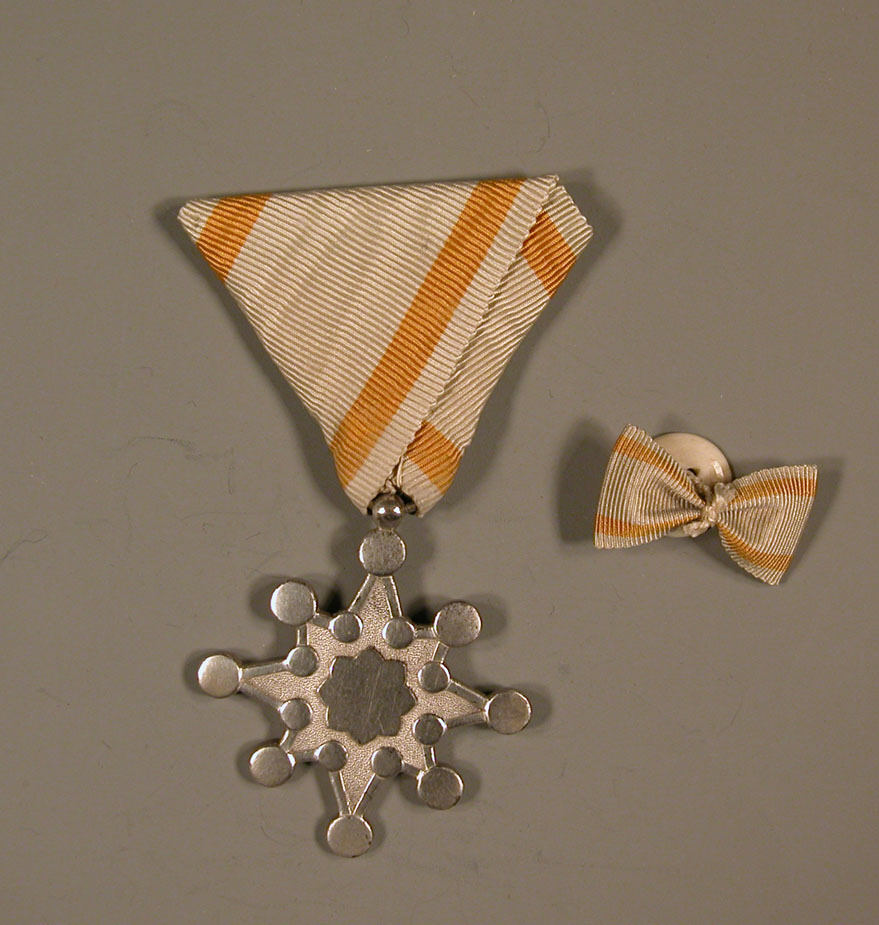
Medaile

## Třídy
Řád je udílen v šesti řádných třídách. Do roku 2003 bylo tříd osm. Obvykle je s řádem udělen i diplom, který je v ojedinělých případech osobně podepsaný císařem.
- velkostuha – Řádový odznak se nosí na široké stuze spadající z pravého ramene na protilehlý bok. Řádová hvězda se nosí nalevo na hrudi.

- zlatá a stříbrná hvězda – Řádový odznak se v případě pánů nosí na stuze kolem krku. V případě dam se nosí na stuze uvázané do mašle na levém rameni. Řádová hvězda se nosí napravo na hrudi.
- zlaté paprsky se stuhou – Řádový odznak se v případě pánů nosí na stuze kolem krku. V případě dam se nosí na stuze uvázané do mašle na levém rameni. Řádová hvězda této třídě již nenáleží.
- zlaté paprsky s rozetou – Řádový odznak se v případě pánů nosí nalevo na hrudi na stuze s rozetou složené do trojúhelníku. V případě dam se nosí na levém rameni na stuze s rozetou uvázané do mašle.
- zlaté a stříbrné paprsky – Řádový odznak se v případě pánů nosí nalevo na hrudi na stuze složené do trojúhelníku. V případě dam se nosí na levém rameni na stuze uvázané do mašle.
- stříbrné paprsky – Řádový odznak se v případě pánů nosí nalevo na hrudi na stuze složené do trojúhelníku. V případě dam se nosí na levém rameni na stuze uvázané do mašle.
- VII. třída – Řádová medaile se v případě pánů nosí nalevo na hrudi na stuze složené do trojúhelníku. V případě dam se nosí na stuze uvázané do mašle na levém rameni.
- VIII. třída – Řádová medaile se v případě pánů nosí nalevo na hrudi na stuze složené do trojúhelníku. V případě dam se nosí na stuze uvázané do mašle na levém rameni.

| Řádové stuhy 1888–2003 | Řádové stuhy 1888–2003  | Řádové stuhy 1888–2003  | Řádové stuhy 1888–2003  | Řádové stuhy 1888–2003   | Řádové stuhy 1888–2003 | Řádové stuhy 1888–2003 | Řádové stuhy 1888–2003 |
| ---------------------- | ----------------------- | ----------------------- | ----------------------- | ------------------------ | ---------------------- | ---------------------- | ---------------------- |
|                        |                         |                         |                         |                          |                        |                        |                        |
| I. třída               | II. třída               | III. třída              | IV. třída               | V. třída                 | VI. třída              | VII. třída             | VIII. třída            |
| Řádové stuhy od 2003   |                         |                         |                         |                          |                        |                        |                        |
|                        |                         |                         |                         |                          |                        |                        |                        |
| velkostuha             | zlatá a stříbrná hvězda | zlaté paprsky se stuhou | zlaté paprsky s rozetou | zlaté a stříbrné paprsky | stříbrné paprsky       |                        |                        |

## Vyznamenaní občané České republiky
- 1994: Jan Zeman (pracovník velvyslanectví), Řád posvátného pokladu 6. stupně (stříbrné paprsky)
- 1996: Antonín Jelínek (pracovník velvyslanectví), Řád posvátného pokladu 4. stupně (zlaté paprsky s rozetou)
- 2001: Lubomír Kostecký (houslista), Řád posvátného pokladu 3. stupně (zlaté paprsky se stuhou)
- 2008: Karel Fiala (japanolog), Řád posvátného pokladu 4. stupně (zlaté paprsky s rozetou), 13. listopadu 2008[9]
- 2008: Hana Kotlářová (pracovnice velvyslanectví, propagátorka), Řád posvátného pokladu 5. stupně (zlaté a stříbrné paprsky), 4. prosince 2008[1]
- 2019: Bohumil Drzka (pracovník velvyslanectví v letech 1984–2019), Řád posvátného pokladu 5. stupně (zlaté a stříbrné paprsky), 13. prosince 2019[10]